# Paralacinius podoliensis
Paralacinius podoliensis is een hooiwagen uit de familie echte hooiwagens (Phalangiidae).